# یانالریک (کوزان)
یانالریک (به ترکی استانبولی: Yanalerik) یک منطقهٔ مسکونی در ترکیه است که در قوزان (ترکیه) واقع شده‌است.